# Slow Down Baby
"Slow Down Baby" é uma canção gravada pela cantora americana Christina Aguilera. A música foi lançada como quarto single do seu quinto álbum de estúdio, Back To Basics (2006).
"Slow Down Baby" foi lançada como um single promocional em julho de 2007 na Oceania e em alguns países asiáticos. Não houve lançamento nos Estados Unidos, pois a cantora encerrou os lançamentos de singles em seu país com a canção anterior, "Candyman" e também pelo fato de "Slow Down Baby" ser apenas um single promocional de divulgação da turnê "Back To Basics Tour". Fez um sucesso razoável na Austrália, onde atingiu o pico de #21.

## Escrita e Gravação
"Slow Down Baby" foi escrita por Aguilera, Mark Ronson, Kara DioGuardi, Raymond Angry, William Guest, M. Knight, Edward Patton, Gladys Knight, Marvin Bernard, Michael Harper e Curtis Jackson. Foi produzida por Mark Ronson e por Aguilera.
A canção contém dois samples (pedaços ou batidas outra música): "Window Raisin' Granny" gravada por Gladys Knight & the Pips para o seu álbum Imagination (1973) e "So Seductive", gravada por Tony Yayo (2005)
"Slow Down Baby" é uma canção pop moderadamente tocada em mi sustenido. A instrumental contém basicamente guitarra, órgão, piano e sax.

## Videoclipe
Foi utilizada a versão ao vivo de Slow Down Baby contida no DVD Back to Basics: Live and Down Under para a promoção do single. Os créditos do vídeo vão para o videomaker e fotógrafo David LaChapelle.

## Faixas
CD single
1. "Slow Down Baby" (Versão do álbum) - 3:29
2. "Slow Down Baby" (Instrumental) - 3:28
3. "Slow Down Baby" (Ao vivo na Back to Basics Tour) - 3:24

## Desempenho nas paradas de sucesso
| Região                               | Melhor posição |
| ------------------------------------ | -------------- |
| Austrália - ARIA Top 50 Singles      | 21             |
| Bulgária - Bulgaria Airplay Chart    | 1              |
| Chile - Chile Top 100 Airlpay        | 89             |
| Costa Rica - Costa Rica Top 40 Chart | 8              |